# Opération Braganza
Campagne d'Afrique du Nord de la Seconde Guerre mondiale
Batailles
Guerre du Désert
- Invasion de l'Égypte
- Compass (Fort Capuzzo
- Nibeiwa
- Sidi Barrani
- Bardia
- Tobrouk (1941)
- Mechili
- Beda Fomm)
- Koufra
- Siège de Giarabub
- Sonnenblume
- El Agheila (1941)
- Siège de Tobrouk (Raid sur Bardia
- Raid Twin Pimples)
- Skorpion
- Brevity
- Battleaxe
- Crusader (Flipper
- Bir el Gubi (novembre 1941)
- Point 175
- Bir el Gubi (décembre 1941))
- Fort Lamy
- Gazala (Bir Hakeim
- Tobrouk (1942))
- Mersa Matruh
- El Alamein (juillet 1942) (Raid sur l'aérodrome de Sidi Haneish)
- Alam el Halfa
- Agreement (Caravan)
- Bertram
- Braganza
- El Alamein (octobre 1942) (Avant-poste Snipe)
- El Agheila (1942)

Débarquement allié en Afrique du Nord
- Blackstone
- Casablanca
- Reservist
- Terminal
- Port Lyautey
- Brushwood

Campagne de Tunisie
- Course pour Tunis
- Ligne Mareth
- Sidi Bouzid
- Kasserine
- Sejnane
- Ochsenkopf
- Capri
- Ksar Ghilane
- Pugilist
- El Guettar
- Wadi Akarit
- Longstop Hill
- Hill 609
- Vulcan
- Flax
- Retribution
- Strike

L'opération Braganza est une opération militaire lancée dans la nuit du 29 septembre 1942 par le lieutenant-général Brian Horrocks, commandant du XIIIe corps britannique. Il s'agissait d'une mission préliminaire à l'opération Lightfoot, qui faisait partie de la Seconde bataille d'El Alamein. L'objectif était de capturer une zone de terrain près de Deir el Munassib en Égypte, à utiliser pour le déploiement d'artillerie supplémentaire. Cela impliquait la 131e brigade d'infanterie (Queen's) de la 44e division (Home Counties), soutenant les blindés de la 4e brigade blindée, neuf régiments de campagne et une batterie moyenne d'artillerie.

## La bataille
Le barrage d'artillerie débuta à 05 h 25. Alors que le 1/6e bataillon du Queen's Royal Regiment (West Surrey) — du côté nord de la bataille — et le 1/7e bataillon — du côté est — ne rencontrait que très peu d'opposition, dans le sud le 1/5e fut mal géré lorsqu'il buta sur des positions tenues par les parachutistes de la division Folgore. La brigade captura peu de terrain, perdant au passage 272 hommes durant la mission,.
Les britanniques mirent en place des tentatives de secourisme des survivants tout en renouvelant l'attaque. Dans la partie nord de la bataille, ceux-ci furent couronnés de succès, lorsque la 132e brigade d'infanterie (Kent) prit le relais, il fut constaté que, malgré le peu de combats, un grand nombre de soldats de la 131e brigade furent victime d'un coup de chaleur. Lorsque, le lendemain, les opérations de secours et les tentatives de relance de l'attaque dans le sud échouent, le général Horrocks annula l'opération. À la suite des pertes de l'opération, certaines des formations étaient inaptes à la bataille (opération Lightfoot) et le lieutenant-général Bernard Montgomery, commandant de la 8e armée britannique, dut modifier ses plans pour maintenir les divisions en cohésion. Pendant le reste de la période d'entraînement, cela conduisit souvent à des échanges d'unités déroutantes, ce qui créa également des difficultés supplémentaires pour la structure de commandement.
 